# Карл-Фрідріх Швайкгард
Карл-Фрідріх Швайкгард (нім. Karl-Friedrich Schweickhard; 18 червня 1883, Карлсруе — 5 липня 1968, Кенігсфельд-ім-Шварцвальд) — німецький військово-повітряний діяч, генерал авіації (1 червня 1938).

## Біографія
1 січня 1902 року вступив в 113-й піхотний полк. У 1912-13 роках пройшов льотну підготовку. Учасник Першої світової війни, з 27 липня 1915 року — командир 11-го, з 27 жовтня 1915 по 10 липня 1916 року — 22-го польового авіазагону. З 1 вересня 1916 року — начальник відділу інспекції ВПС, з 30 січня 1917 року — командир 1-ї авіагрупи. Після демобілізації армії залишений в рейхсвері, служив у піхоті, з 1919 року — командир роти. З 1 лютого 1929 по 31 березня 1931 року — командир батальйону 14-го піхотного полку, з 1 березня 1933 року — ад'ютант командування 1-ї групи сухопутних військ. 1 квітня 1934 року — переведений в люфтваффе і призначений президентом авіаслужби в Дрездені. Після створення 3-го авіаційного округу (Дрезден) 1 квітня 1934 року очолив його, 1 квітня 1935 року переведений на аналогічну посаду в 1-й авіаційний округ. 1 квітня 1938 року очолив особливий штаб «W» Верховного командування вермахту. 30 вересня 1939 року вийшов у відставку, проте наступного дня призначений начальником навчальної служби люфтваффе з особливих питань; одночасно з 20 травня по 31 жовтня 1940 року — суддя Імперського військового суду. 31 липня 1942 року остаточно вийшов у відставку.

## Нагороди
- Нагрудний знак військового пілота (Пруссія) (4 грудня 1913)
- Залізний хрест
  - 2-го класу (15 вересня 1914)
  - 1-го класу (6 жовтня 1915)
- Орден Церінгенського лева, лицарський хрест 2-го класу з мечами (3 жовтня 1914)
- Хрест «За військові заслуги» (Мекленбург-Шверін) 2-го класу (4 березня 1916)
- Орден Військових заслуг Карла Фрідріха, лицарський хрест (14 червня 1916)
- Королівський орден дому Гогенцоллернів, лицарський хрест з мечами (18 жовтня 1917)
- Пам'ятний знак пілота (Пруссія) (20 жовтня 1919)
- Почесний хрест ветерана війни з мечами (17 грудня 1934)
- Нагрудний знак пілота (5 липня 1935)
- Медаль «За вислугу років у Вермахті» 4-го, 3-го, 2-го і 1-го класу (25 років; 2 жовтня 1936) — отримав 4 нагороди одночасно.
- Орден військових заслуг (Іспанія) 3-го класу, білий дивізіон (4 травня 1939)
- Іспанський хрест в сріблі (6 червня 1939)